# William Utermohlen
William Charles Utermohlen (South Philadelphia, 5 dicembre 1933 – Londra, 21 marzo 2007) è stato un pittore statunitense naturalizzato britannico, la cui fama postuma è dovuta alla serie di autoritratti fatti nella seconda metà degli anni '90, dopo la diagnosi della malattia di Alzheimer.

## Biografia
Nato in un sobborgo di Filadelfia da genitori di origine tedesca, visse un'infanzia confinata a causa della rigida suddivisione linguistica e culturale della città natale. Nel 1951 si iscrisse alla Pennsylvania Academy of the Fine Arts e vi rimase per 6 anni, per poi trasferirsi nel Regno Unito, attratto dalla "swinging London". Studiò alla Ruskin School of Art dell'Università di Oxford per due anni, per poi trasferirsi a Londra: qui incontrò la storica dell'arte Patricia Redmond, che sarebbe stata un'ancora e un fondamentale punto fermo nella sua vita. I due si sposarono nel 1965, mentre l'artista cominciava a tenere le sue prime mostre in alcune gallerie locali.
Influenzato dall'espressionismo tedesco e dal lavoro di svariati artisti figurativi (tra cui Francis Bacon), Utermohlen iniziò poco a poco a sviluppare uno stile particolare, a riflettere sulla psiche e tutto ciò che le è correlata e a concentrarsi gradualmente sui ritratti, in particolare gli autoritratti: la sua produzione, raggruppata in sei cicli di quadri completi dal 1962 al 1991, tratta di svariati temi, che vanno dalla mitologia all'Inferno della Divina Commedia, dalla guerra in Vietnam a nudi di vario tipo, fino ad arrivare a dipingere scene della sua vita quotidiana nel ciclo Conversation (1989-1991).

### Autoritratti con la sindrome di Alzheimer (1995 - 2000)
Già durante il ciclo Conversation Utermohlen cominciò a sperimentare sporadiche perdite di memoria di vario tipo e esperti psicologi a posteriori hanno affermato che già in quel ciclo di quadri si possano notare i primi segni della patologia che lo stava colpendo: gli ambienti erano deformati (fino all'estremizzazione presente nel quadro Snow), come dipinti da più punti di vista contemporaneamente, lui stesso vi appariva come distaccato dalle conversazioni e dalla vita quotidiana di casa, inoltre prevalevano il colore nero (rappresentante la morte) il rosso (rappresentante il dolore) in alcuni quadri.
Le paure dell'artista e di sua moglie si trasformarono presto in certezza: nell'autunno 1995 gli venne diagnosticata la malattia di Alzheimer. Proprio in quel periodo portò a termine il dipinto Blue Skies, in cui l'artista appare nel suo studio aggrappato al suo tavolo, con una grande finestra sul soffitto e l'immensità del cielo blu.
A questo punto Utermohlen decise di cominciare a produrre una serie di autoritratti per descrivere in maniera artistica cosa avrebbe vissuto con la patologia neurodegenerativa:
- Nel 1996 disegnò ritratti a matita dove si vedono rabbia e rassegnazione, con la prevalenza visuale della sua fronte. Spesso vi appariva anche una sega, poiché gli venne detto che solo con un'autopsia si sarebbe potuto accertare con massima certezza che si trattasse di Alzheimer;
- Nel 1997 il suo viso iniziò a diventare più schematico (Self-Portrait (Green)) e la sega ora era grande come la sua testa (Self-Portrait (With Saw)); iniziarono a dominare i colori nero e rosso;
- Dal 1998 cominciò ad avere problemi a disegnare per la progressiva perdita delle capacità motorie;
- Nel 2000 arrivò a dipingere a matita Head I, in cui ormai appariva una testa simile a un teschio e i due occhi erano ridotti a due piccole fessure ravvicinate.

Utermohlen smise di dipingere nel 2002. Portato in una clinica nel 2004, vi morì mel marzo 2007.
A partire all'incirca dal 2005 si iniziarono a tenere sempre più mostre dedicate agli autoritratti del 1995-2000 e cominciò a guadagnare sempre più popolarità.